# Andrzej Siemianowski (filozof)
Andrzej Józef Siemianowski (ur. 6 marca 1932 w Poznaniu, zm. 16 czerwca 2008) – polski filozof, socjolog, publicysta i działacz katolicki, ekumenista.

## Życiorys

### Działalność społeczna
Od 1955 studiował filologię klasyczną na Uniwersytecie Wrocławskim, ale studia przerwał po roku. W 1958 został sekretarzem redakcji nowo utworzonego pisma Więź, od 1961 kierował poznańskim oddziałem Więzi. Z redakcji odszedł w 1970, ale pozostał w tzw. Zespole Więzi i do 1990 w dalszym ciągu prowadził spotkania poznańskiego środowiska pisma. W pierwszej połowie lat 70. był członkiem Rady Społecznej Ośrodka Dokumentacji i Studiów Społecznych, z której odszedł w 1976. Na początku lat 90. był krótko zastępcą prezesa Chrześcijańsko-Demokratycznego Stronnictwa Pracy, następnie był członkiem Partii Chrześcijańskich Demokratów. W ostatnich latach życia był członkiem Rady Mariawickiego Studium Teologicznego Parafii Polski Południowej i Czasopisma „Praca nad sobą”,

### Działalność naukowa
Studiował eksternistycznie filozofię na Uniwersytecie Warszawskim, pracę magisterską obronił w 1965, doktoryzował się na Uniwersytecie Adama Mickiewicza w Poznaniu w 1969 na podstawie pracy O dwóch rodzajach konwencjonalizmu, ze szczególnym uwzględnieniem koncepcji P. Duhema napisanej pod kierunkiem Jerzego Kmity, habilitował się w 1976 w Instytucie Filozofii i Socjologii PAN. W 1988 mianowany profesorem nadzwyczajnym, w 1993 otrzymał tytuł profesora zwyczajnego.
W latach 1970–1975 wykładał metodologię w Akademii Teologii Katolickiej w Warszawie, w latach 1975–1980 historię nauki w Instytucie Historii Architektury i Sztuki Politechniki Wrocławskiej, w latach 1980–1989 historię filozofii w Akademii Ekonomicznej we Wrocławiu, od 1989 pracował w Instytucie Filozofii Uniwersytetu Wrocławskiego, był kierownikiem Zakładu Filozofii Nauki i Kultury. W 2002 przeszedł na emeryturę. W ostatnich latach życia wykładał na Wydziale Teologicznym UAM i w Seminarium oo. Karmelitów w Poznaniu.

## Publikacje
- Pytanie, wątpienie, wybór, 1967
- Poznawcze i praktyczne funkcje nauk empirycznych, 1976
- Filozoficzne podłoże rozłamu chrześcijaństwa, 1993
- Wielkość i nędza człowieka: rozważania o Pascalu, 1993
- Proces hellenizacji chrześcijaństwa i programy jego dehellenizacji, 1996